# Leucaspius irideus
Leucaspius irideus је зракоперка из реда Cypriniformes и фамилије Cyprinidae.

## Угроженост
Подаци о распрострањености ове врсте су недовољни.

## Распрострањење
Турска је једино познато природно станиште врсте.

## Станиште
Станиште врсте су слатководна подручја.